# Contee dell'Alabama
Lo Stato dell'Alabama negli Stati Uniti è costituito da 67 contee. Eccone una lista (tra parentesi la città capoluogo):
1. Autauga (Prattville)
2. Baldwin (Bay Minette)
3. Barbour (Clayton)
4. Bibb (Centreville)
5. Blount (Oneonta)
6. Bullock (Union Springs)
7. Butler (Greenville)
8. Calhoun (Anniston)
9. Chambers (Lafayette)
10. Cherokee (Centre)
11. Chilton (Clanton)
12. Choctaw (Butler)
13. Clarke (Grove Hill)
14. Clay (Ashland)
15. Cleburne (Heflin)
16. Coffee (Elba)
17. Colbert (Tuscumbia)
18. Conecuh (Evergreen)
19. Coosa (Rockford)
20. Covington (Andalusia)
21. Crenshaw (Luverne)
22. Cullman (Cullman)
23. Dale (Ozark)
24. Dallas (Selma)
25. DeKalb (Fort Payne)
26. Elmore (Wetumpka)
27. Escambia (Brewton)
28. Etowah (Gadsden)
29. Fayette (Fayette)
30. Franklin (Russelville)
31. Geneva (Geneva)
32. Greene (Eutaw)
33. Hale (Greensboro)
34. Henry (Abbeville)
35. Houston (Dothan)
36. Jackson (Scottsboro)
37. Jefferson (Birmingham)
38. Lamar (Vernon)
39. Lauderdale (Florence)
40. Lawrence (Moulton)
41. Lee (Opelika)
42. Limestone (Athens)
43. Lowndes (Hayneville)
44. Macon (Tuskegee)
45. Madison (Huntsville)
46. Marengo (Linden)
47. Marion (Hamilton)
48. Marshall (Guntersville)
49. Mobile (Mobile)
50. Monroe (Monroeville)
51. Montgomery (Montgomery)
52. Morgan (Decatur)
53. Perry (Marion)
54. Pickens (Carrollton)
55. Pike (Troy)
56. Randolph (Wedowee)
57. Russell (Phenix City)
58. Shelby (Columbiana)
59. St. Clair (Ashville)
60. Sumter (Livingston)
61. Talladega (Talladega)
62. Tallapoosa (Dadeville)
63. Tuscaloosa (Tuscaloosa)
64. Walker (Jasper)
65. Washington (Chatom)
66. Wilcox (Camden)
67. Winston (Double Springs)